# Município de Willshire (condado de Van Wert, Ohio)
O município de Willshire (em inglês: Willshire Township) é um município localizado no condado de Van Wert no estado estadounidense de Ohio. No ano de 2010 tinha uma população de 1.584 habitantes e uma densidade populacional de 17,1 pessoas por km².

## Geografia
O município de Willshire encontra-se localizado nas coordenadas 40° 46′ 05″ N, 84° 44′ 13″ O. Segundo a Departamento do Censo dos Estados Unidos, o município tem uma superfície total de 92.63 km², da qual 92.23 km² correspondem a terra firme e (0.43%) 0.4 km² é água.

## Demografia
Segundo o censo de 2010, tinha 1.584 habitantes residindo no município de Willshire. A densidade populacional era de 17,1 hab./km². Dos 1.584 habitantes, o município de Willshire estava composto pelo 97.41% brancos, o 0.44% eram afroamericanos, o 0.19% eram amerindios, o 0.25% eram asiáticos, o 0.06% eram insulares do Pacífico, o 0.25% eram de outras raças e o 1.39% pertenciam a duas ou mais raças. Do total da população o 1.33% eram hispanos ou latinos de qualquer raça.